# 婁謙
婁謙（1436年—？），字克讓，號蓮塘，江西上饒人，明朝政治人物，進士出身。弘治初官陕西按察使。

## 生平
江西鄉試第二十一名。成化二年（1466年）參加丙戌科會試第一百六十一名，殿試登進士第二甲第十四名，授行人司行人，选授監察御史，督南畿学政，復督北畿、陕西学校。升陕西按察司副使，弘治元年（1488年）二月升本司按察使，三年十月晋四川左布政使，提调壬子科乡试，以辛劳卒于官。

## 家族
曾祖婁子福。祖婁德華。父亲婁思顯。